# Asterix en de Noormannen
Asterix en de Noormannen is het negende stripalbum in de Asterix-stripreeks van René Goscinny en Albert Uderzo.

## Inhoud
Heroix (oorspronkelijk: Abraracourcix) ontvangt een bericht van zijn broer uit Lutetia. Hij stuurt zijn zoon Hippix (oorspronkelijk: Goudurix), Heroix’ neef, naar het Gallische dorp in de hoop dat Heroix een echte vent van hem kan maken.
Hippix arriveert in een sportwagenachtige strijdwagen en gedraagt zich als een zorgeloze tiener. Al snel zorgt zijn gedrag voor conflicten met de dorpelingen. Die avond wordt een dansfeest gegeven voor zijn aankomst, waarbij Hippix laat zien hoe jongeren in de stad dansen. Al snel proberen hij en Kakofonix (oorspronkelijk: Assurancetourix) elkaar te overbluffen met hun muziek, totdat Hoefnix Kakofonix bewusteloos slaat. In tegenstelling tot de dorpelingen is Hippix echter onder de indruk van Kakofonix’ gezang.
De volgende ochtend nemen Asterix en Obelix de jongen op sleeptouw naar het strand, aldoor hem horen klagen over het weer, het vroege uur en dat hij eigenlijk met vakantie is. Zelfs een hardloopwedstrijd is hem te min. 
Dan arriveert onverwacht een Vikingschip. De Noormannen aan boord zijn naar Gallië gekomen omdat ze graag willen leren wat angst is. Zelf zijn ze onbevreesd en nooit bang, daarom heeft angst geen betekenis voor hen. De hoofdreden dat ze angst willen leren kennen is omdat ze hebben gehoord van het spreekwoord dat angst vleugels geeft; iets wat ze zo letterlijk interpreteren dat ze van mening zijn te kunnen vliegen zodra ze weten wat angst is. Helaas voor hen vrezen de Galliërs niets, behalve dat de hemel op hun hoofd zal vallen. Alleen Hippix is echt bang voor de Noormannen.
De Noormannen zien Hippix als een perfect voorbeeld van angst en vangen hem zodat hij de Noormannen angst kan leren kennen. Asterix en Obelix komen hem te hulp. In het gevecht dat ontstaat tonen de Noormannen geen enkel teken van angst voor de twee Galliërs, hoewel ze verpletterend verslagen worden.
Wanneer de Noormannen het doel van hun komst uitleggen stuurt Asterix Obelix naar het dorp om Kakofonix te halen. Kakofonix blijkt echter naar Lutetia te zijn vertrokken omdat men zijn muziek daar blijkbaar wel waardeert. Obelix gaat hem achterna en overtuigt hem om zijn eerste echte fan te hulp te komen.
Ondertussen worden de Noormannen ongeduldig en willen Hippix zien vliegen door hem van de klif te gooien. Asterix komt hem te hulp, maar zijn toverdrank is inmiddels uitgewerkt. Desondanks vecht hij door, en dit geeft Hippix eindelijk de moed om ook te vechten. Net op tijd duiken Obelix en Kakofonix op. Kakofonix begint meteen te zingen, en zijn gezang is inderdaad erg genoeg om de Noormannen bang te maken. De Noormannen zijn enorm dankbaar en willen de Galliërs bedanken door hen af te maken, zodat ze op het banket bij Odin komen. Hippix heeft er genoeg van en beveelt de Noormannen om te vertrekken. Zij nemen dit niet en vallen opnieuw aan, maar nadat ze opnieuw verslagen worden durven ze niet meer verder te vechten omdat ze angst kennen.
Nu ze bang zijn springen de Noormannen zelf van de klif, maar komen al snel tot de ontdekking dat angst niet letterlijk vleugels geeft. Toch hebben ze iets geleerd van hun nieuwe ervaring: de ware betekenis van moed. Ze zwemmen terug naar hun schip en vertrekken. Hippix heeft ook geleerd wat moed is, tot grote trots van zijn oom.
Het verhaal eindigt zoals gewoonlijk met een groot banket. Maar in tegenstelling tot voorgaande keren is Kakofonix nu eregast, en is in zijn plaats Hoefnix vastgebonden.

## Notities
- De basis voor het verhaal zijn twee (Franse) uitdrukkingen: Vikingen kennen geen angst ("Les Normands ignorent la peur") en Angst geeft vleugels ("La peur donne des ailes").[1]
- De Noormannen kennen geen angst en gaan op reis om daarmee kennis te maken. Dit idee lijkt afkomstig te zijn uit de opera Siegfried van Richard Wagner, waarin de onbevreesde hoofdrolspeler vraagt: "Ist's eine Kunst, was kenn' ich sie nicht? Heraus! Was ist's mit dem Fürchten?"
- Hippix was ook de ster in een aantal Asterix-spellenboeken uit de jaren 80.
- Zijn wagen is een verwijzing naar Ferrari en wordt ook van dezelfde origine vermeld.
- De postbode heet in het Nederlands Peeteetix, een woordspeling op PTT, de oude benaming voor de nationale posterijen (Posterijen Telegrafie Telefonie).
- Hippix speelt op de lier van Kakofonix een nummer dat Beatnix heet, en verwijst naar de beatmuziek, die begin jaren 60 in volle opmars was in Europa. Het is ook een woordspeling naar Beatnik. In het origineel speelt hij Monkix, verwijzend naar de toen populaire Amerikaanse groep The Monkees.
- De Noormannen hebben allemaal namen eindigend op -af, die in conversaties onbedoeld worden aangehaald (de betrokken Noorman roept dan "Present!" en een ander zegt "laat maar"). De namen zijn onder meer Liflaf, Komvandatdakaf (verwijzend naar het nummer Kom van dat dak af), Tevlugaf, Eropaf, Linksaf, Rechtsaf, Plaf, enzovoorts.
- Alle Noormannen worden als blond, blauwogig, groot en sterk weergegeven, een karikatuur van een stereotiepe man van het noordelijk type. Hun vlechten en helmen met grote hoorns (en in het geval van Liflaf zelfs vleugels) zijn een romantisch stereotype.
- De drank gedronken door de Noormannen is Aquavit, een typisch Noorse, sterk alcoholische drank. Alle maaltijden zijn steevast klaargemaakt in traansaus, eveneens een typisch element in de Noorse keuken.
- In dit album wordt voor het eerst de running gag geïntroduceerd dat Idéfix begint te huilen of flauwvalt wanneer een boom wordt omgehakt of ontworteld.
- Dit is het tweede album sinds Asterix de Galliër waarin Kakofonix (Assurancetourix) niet vastgebonden is tijdens het banket op het eind.
- Dit album diende als basis voor de animatiefilm Asterix en de Vikingen uit 2006.
- In werkelijkheid kenden de bewoners van Scandinavië nog geen zeilschepen in de tijd dat de stripverhalen spelen. Zeiltechnologie kwam pas rond het jaar 600 naar Scandinavië.